# Bolusiella alinae
Bolusiella alinae är en orkidéart som beskrevs av Dariusz Lucjan Szlachetko. Bolusiella alinae ingår i släktet Bolusiella och familjen orkidéer.
Artens utbredningsområde är Bioko. Inga underarter finns listade i Catalogue of Life.